# 전영희
전영희는 대한민국의 순정 만화 작가이다. 다진문화사와 삼양출판사의 공동 브랜드인 꽃님을 통해 만화를 출간하고 있다.

## 같이 보기
- 전영희의 만화 목록
- 나하란